# Ernest Baroche
Pour les articles homonymes, voir Baroche.
Ernest Baroche né à Paris le 23 août 1829 à Paris et tué au Bourget le 30 octobre 1870, est un militaire, haut fonctionnaire et homme politique français.

## Biographie
Fils de Pierre Jules Baroche (1802-1870), qui fut entre autres ministre de la Justice sous le Second Empire, Ernest Baroche devient maître des requêtes au Conseil d'État, puis est nommé directeur du Commerce extérieur au ministère de l'Agriculture.
Il siége au Corps législatif de 1852 à 1870 comme représentant de la 4e circonscription de Seine-et-Oise (Mantes-la-Jolie). Il s'occupe d'industrie et devient propriétaire de sucreries.
En 1862, il rencontre la courtisane Jeanne de Tourbey dont il tombe éperdument amoureux et avec laquelle il se serait fiancé : à sa mort, il lui laissa l'énorme somme de 800 000 francs-or, ce qui permet à celle-ci d'accéder à la haute société et d'épouser le comte Victor Edgard de Loynes, officier carabinier démissionnaire.
Il se battit en duel avec Henri Rochefort[réf. souhaitée].
En collaboration avec le bibliophile et fils de diplomate britannique Frederick Hankey (1821-1882), le bibliothécaire Alfred Bégis, et Henri Duponchel (ou Charles-Edmond, qui fut militaire ?), il serait — sous toutes réserves, puisque Gershon Legman écarte Baroche — l'auteur d'une pièce de théâtre érotique, L'École des biches ou Mœurs des petites dames de ce temps, dont la rédaction remonterait à 1863 ; le texte fut publié clandestinement et anonymement par la suite, et sans doute une première fois en 1868 par Jean-Pierre Blanche à Bruxelles.
Par ailleurs, Jules Clarétie, sans doute très bien informé, écrit dans ses mémoires que Baroche était très lié à Adolphe Belot.
En septembre 1870, son père, fort compromis avec le régime impérial déchu, ayant fui en Grande-Bretagne puis à Jersey où il mourra le 29 octobre, il s'engagee dans la garde mobile avec le grade de commandant. À la tête du 12e bataillon des Mobiles de la Seine, le 30 octobre au Bourget, il est blessé à l'œil par un caillou mais refuse de se laisser soigner, se contentant d'un bandeau, et repart au combat ; c'est en traversant la cour du 24, route des Flandres (aujourd'hui l'avenue de la Division-Leclerc), qu'il est tué par une balle reçue en plein cœur. 
Un monument, déplacé rue John-Fitzgerald-Kennedy, commémore cet événement et une rue du Bourget est baptisée « rue du commandant Ernest-Baroche » en son honneur.

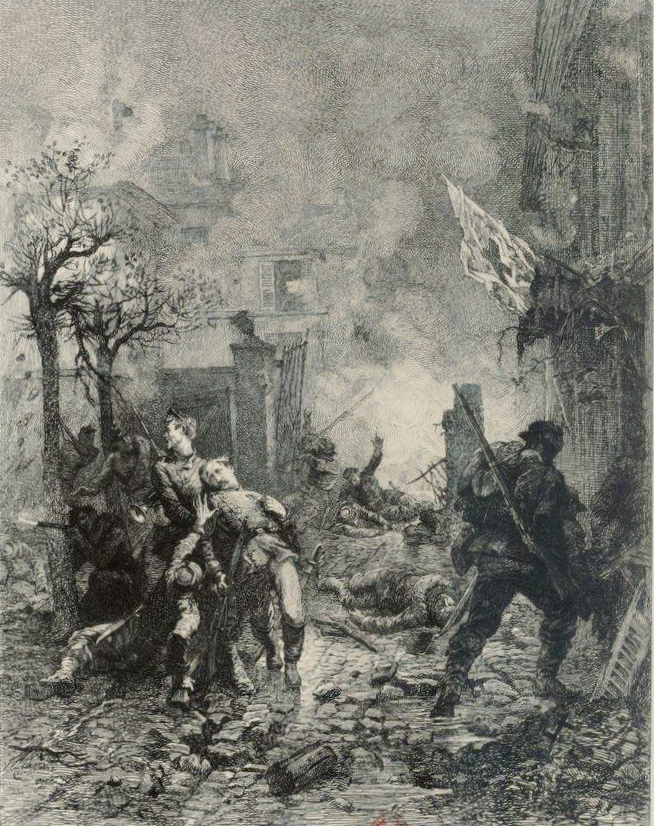
Mort d'Ernest Baroche (cour du 24, rue de Flandre).
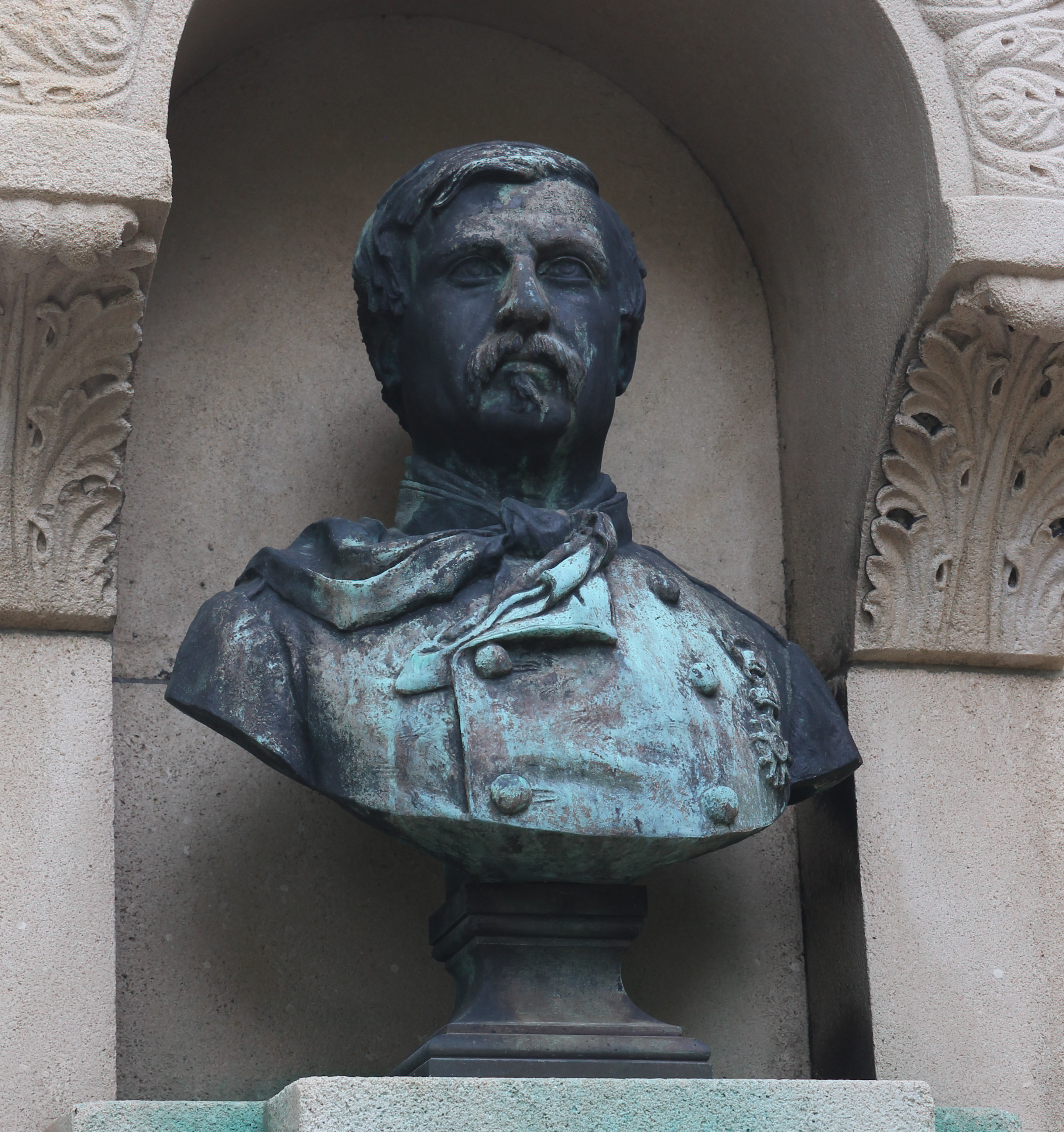
Augustin Courtet, Buste d'Ernest Baroche (1872) (Paris, cimetière du Père-Lachaise).

## Œuvre
Sous toute réserve :
- L’école des biches, Paris [Bruxelles], J. P. Blanche, 1868, 274 p.    (Wikisource)
- L'École des biches : ou Mœurs des petites dames de ce temps, Paris, 1873 (lire en ligne).
- adaptation en bande dessinée par Georges Lévis (dessin) et Lo Duca (texte), Paris, éd. Dominique Leroy, 1984.

## Sources
- Ernest Baroche, commandant du 12e bataillon de mobiles de la Seine au Bourget, 28, 29, 30 octobre 1870, 1872 [source insuffisante].
- Pierre Robert Leclercq, La comtesse de Loynes : du Second Empire à l'Action française, de Dumas père et fils à Proust, 2008.